# ASUS ZenWatch 2
L'ASUS ZenWatch 2 WI501Q è uno smartwatch prodotto da ASUS, venduto dal 2016 in due varianti: una con schermo da 1,45", quadrante di 37 mm e banda di 18 mm ed una con schermo da 1,63", quadrante di 41 mm, banda di 22 mm.

## Descrizione
Si colloca in una fascia di smartwatch low-cost, con un prezzo di lancio di 149 euro per la versione da 1,45".

## Hardware e software
Il dispositivo ha una CPU Qualcomm Snapdragon 400 con frequenza di clock 1,2 GHz, memoria RAM da 512 MB e memoria eMMC da 4 GB. Il software è aggiornato ad Android Wear 1.4 Marshmellow. Ha sensore di frequenza cardiaca, accelerometro, giroscopio e una certificazione di impermeabilità IP67.